# گمینا تسدنگا
گمینا تسدنگا (به لهستانی:  Gmina Cedynia) یک گمینا در لهستان است که در شهرستان گرفینو واقع شده‌است. گمینا تسدنگا ۱۸۰٫۳۸ کیلومتر مربع مساحت و ۴٬۳۴۳ نفر جمعیت دارد.